# Karlskyrkan, Tallinn

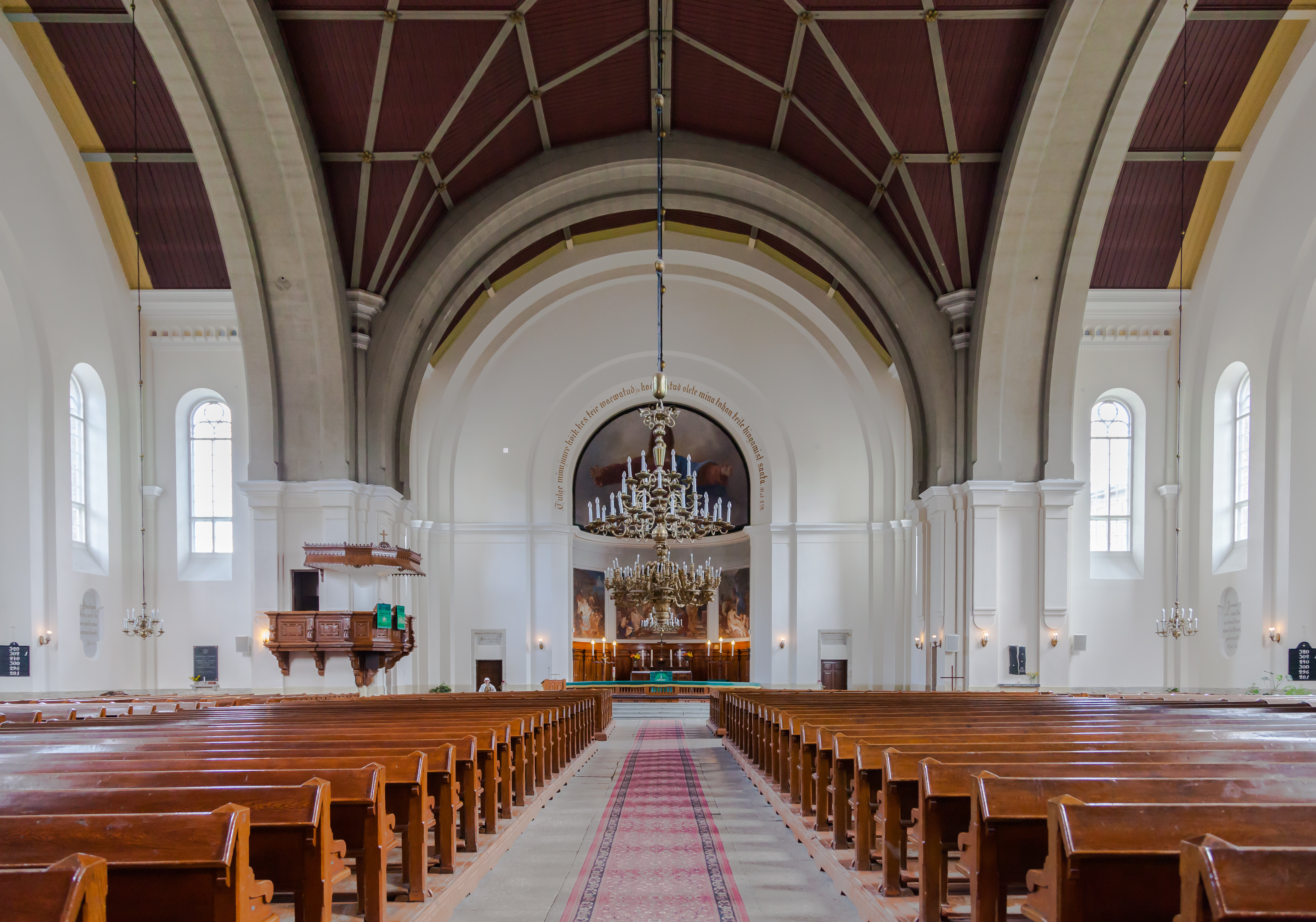
Interiörbild från Karlskyrkan.

Karlskyrkan (estniska: Kaarli kirik) är en evangelisk-luthersk kyrkobyggnad i stadsdelen Tõnismäe i Tallinn, Estland, uppkallad efter den svenske kungen Karl XI. Den nuvarande kyrkobyggnaden uppfördes mellan 1862 och 1870 efter ritningar av Otto Pius Hippius. Idag fungerar den som församlingskyrka för den största församlingen inom Estniska evangelisk-lutherska kyrkan i Tallinn, Karls församling.

## Byggnadshistoria

### Medeltida kyrkor på Tõnismägi
Karlskyrkan ligger i utkanten av Tallinns gamla innerstad sydväst om Domberget, mellan Frihetsplatsen och Estlands nationalbibliotek. I närheten ligger Ockupationsmuseet och Estlands justitieministeriums byggnad. Kyrkan är uppförd på en kulle 36 meter över havet, kallad Tõnismägi ("Antoniusberget").
Den nuvarande Karlskyrkan är den femte kyrkobyggnaden på platsen. Redan under förkristen tid i Estland låg här en helig plats. I och med traktens kristnande av danska korsfarare uppfördes omkring början av 1300-talet ett katolskt kapell på platsen, senare en kyrka. Kyrkan på platsen omnämns första gången 1458 i skriftliga källor och var vigd åt Sankt Antonius, som senare har givit namn åt kullen Tõnismägi och den omgivande stadsdelen Tõnismäe. Byggnaden förstördes i samband med belägringarna av Reval under Livländska kriget på 1570-talet.

### Den första Karlskyrkan
Under Estlands period av svenskt styre uppfördes här 1670 en ny kyrka i trä, kallad Karlskyrkan efter den dåvarande kungen Karl XI. Kyrkan uppfördes i form av ett grekiskt kors. Den lutherska kyrkan fungerade som församlingskyrka för den estniskspråkiga och finskspråkiga församlingen. Under stora nordiska kriget förstördes kyrkan i en brand 1710, men församlingen verkade under det ryska styret fram till 1739.

### Nuvarande kyrkobyggnad
Först under 1800-talet aktualiserades åter planer på en kyrkobyggnad på Tõnismägi. Under 1850- och 1860-talen växte den estniskspråkiga församlingen i den framväxande industristaden Reval och kunde genom den växande ekonomin och ett framväxande estniskspråkigt civilsamhälle i det fortfarande till stor del tyskspråkiga Reval bekosta ett större nybygge. Den äldre estniska församlingen i den medeltida Helgeandskyrkan var sedan flera årtionden trångbodd och ett nytt kyrkobygge var nödvändigt.
Åldermannen i Domgillet och den framgångsrike företagaren Hans Heinrich Falck (1791–1874) tillhandahöll mark för en ny representativ kyrkobyggnad. Domgillet donerade även grundplåten till kyrkobygget, 15 tusen guldrubler. Den 15 maj 1862 meddelade kejsar Alexander II av Ryssland sitt tillstånd för bildandet av en ny församling.
Eftersom bygget drog ut på tiden uppfördes en provisorisk träkyrka 1863 strax väster om den nuvarande kyrkobyggnaden. Den revs 1870 i samband med att det nya bygget färdigställdes. För uppförandet av den nya kyrkan i lokal kalksten anlitades den balttyske arkitekten Otto Pius Hippius. Hippius kom från en prästsläkt och gjorde arbetet helt ideellt. Ritningarna var färdiga redan 1858 och Hippius valde en latinsk korsform. Med en yta på 1197 kvadratmeter blev kyrkobygget en av de största 1800-talskyrkorna i hela Baltikum. Långhuset mäter 24 meter brett och 59 meter långt.
Takkonstruktionen designades av ingenjören Rudolf von Bernhard (1819–1887), som skapade ett brett kyrkorum med en modern takkonstruktion. Träkonstruktionen vilar på tegelbågar. Själva byggarbetet leddes av arkitekten Rudolf Otto von Knüpffer och byggmästaren Gustav Heinrich Beermann (1832–1917). 
Hans Heinrich Falck lade 18 oktober 1862 första grundstenen till kyrkan, som var avsedd som symbol för det framväxande estniskspråkiga kyrkolivet i staden. Bygget av kyrkan drog ut på tiden och taket färdigställdes först 1870. Samma år invigdes kyrkan den 20 december 1870. Datumet inföll på dagen 200 år efter att den föregående kyrkobyggnaden invigts 1670. De båda mäktiga tornen i nyromansk stil vid huvudingången färdigställdes först 1882.

## Interiör
Det viktigaste konstverket i kyrkinteriören målades av den estniske konstnären Johann Köler (1826–1899). Han målade monumentalfresken för valvet i absidet, "Kommen till mig, I alla som arbeten och ären betungade, så skall jag giva eder ro." Fresken i tre delar därunder visar scener ur Jesu liv och är ett verk av den balttyska målaren Sally von Kügelen (1860–1928), som målade freskerna 1889 efter skisser av Carl Timoleon von Neff (1804–1876).
Det nygotiska altarbordet är ett verk av Paulus Treumann. Hippius ritade predikstolen som färdigställdes 1870. Den är placerad så att samtliga sittplatser i kyrkan är synliga därifrån, utan att någon pelare skymmer predikstolen eller altaret. Genom denna inredning skapade Hippius ett typiskt protestantiskt kyrkorum, inrättat efter predikan som central handling.
Hippius avsåg ursprungligen att inreda väggnischerna med skulpturer, men nischerna är fram till idag fortfarande tomma.
Kyrkklockan i norra tornet göts av Gerhardt Meyer i Stockholm 1696 och är den enda kvarvarande detaljen från barockkyrkan. Den skänktes av kung Karl XI till den dåvarande Karlsförsamlingen med den latinska inskriptionen GLORIA IN EXCELSIS DEO ME FECIT HOLMIAE GERHARDT MEYER A 1696.
Sydtornets klocka göts i Bochum 1870 och var en gåva från den lokale köpmannen J. E. Steinberg. Den tyska inskriptionen på denna klocka lyder: KOMMT, DENN ES IST ALLES BEREIT / LUK. 14.17 / DER DOM KARLSKIRCHE / VOM BÜRGER J.E.STEINBERG / REVAL 1870 / GOTT ABER SEI DANK, DER / UNS DEN SIEG GEGEBEN HAT / 1. COR. 15.57.

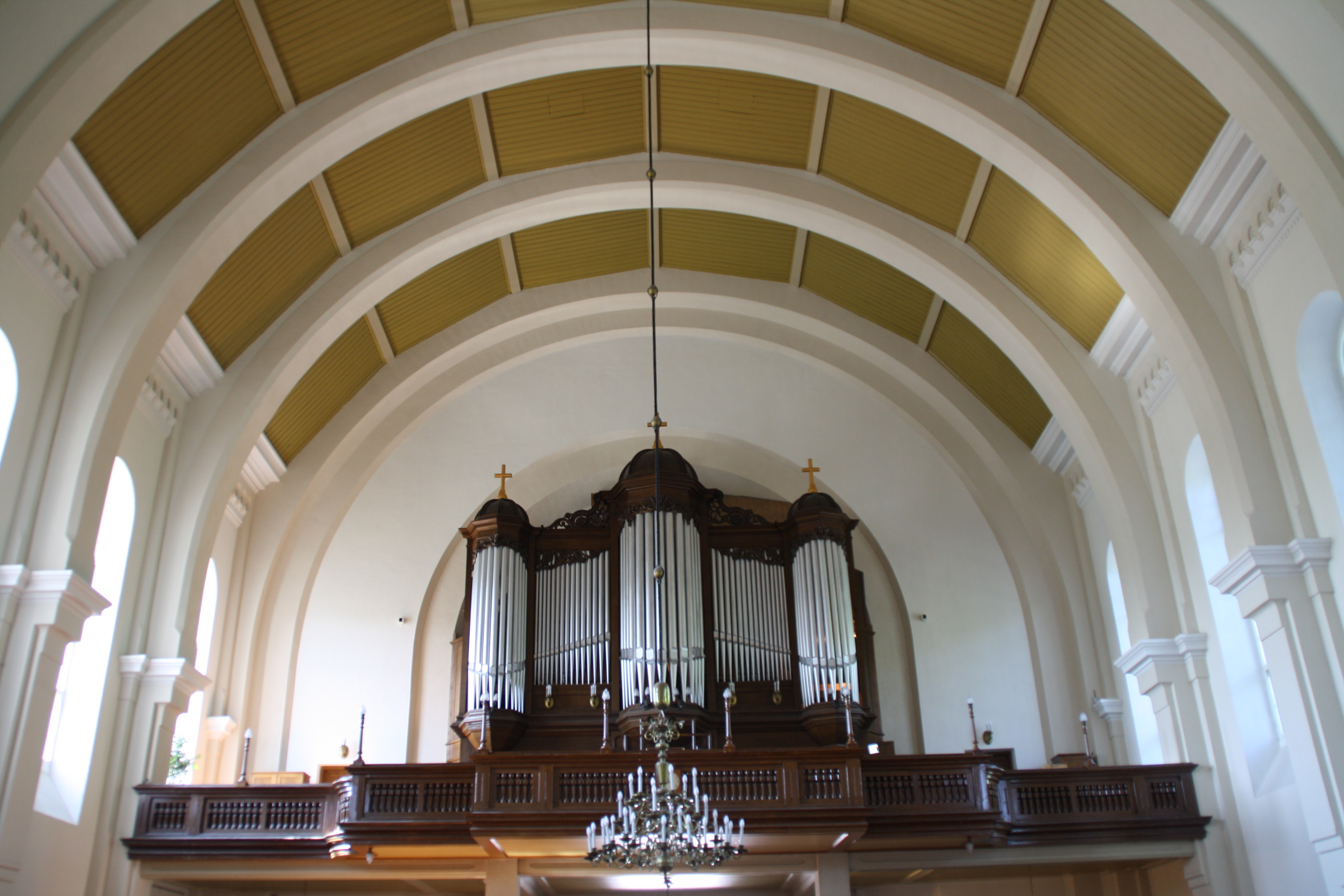
Vy mot orgelläktaren.

Karlskyrkans första orgel installerades 1870 och var ett bygge av den estniske orgelbyggaren Gustav Normann (1821–1893), som även byggde ut den 1884. 1923 ersattes den med den nuvarande orgeln av orgelfirman Walcker Orgelbau från Ludwigsburg. Den har 3 manualer och 81 register. Det var det första större orgelbygget i Estland sedan republikens grundande 1918, och har fram till idag förblivit den största och mest prestigefulla kyrkorgeln i Estland.

## Kyrkan idag
Kyrkan genomgick en större utvändig renovering 2006, då fasaden starkt påverkats av den täta biltrafiken på genomfartsgatan som går på båda sidor om kyrkan. Kyrkan har 1 500 sittplatser och är en av Estlands största kyrkor, med den största evangelisk-lutherska församlingen i Estland. I kyrkan firas traditionellt gudstjänst för Estlands statsledning och diplomatkår på Estlands nationaldag 24 februari.